# Vecsernye
Vecsernye (latin: vesperae), a papi zsolozsmának (alkonyati vesperás) esti imádságát alkotó része. Korábbi neve: lucernarium. Jellegzetessége, hogy a papi zsolozsmának az egyetlen része, melyet sok katolikus templomban ünnep- és vasárnapokon nyilvánosan imádkoznak vagy a kóruson énekelnek. Innen a délutáni isteni tiszteletnek is a neve.

## Értelmezések
- Kissé eltérő használati módja a szerzetesek közösségben mondott esti zsoltárimádságát nevezi meg.
- Általánosabb jelentése és egy árnyalattal világibb jelleggel az estét, az esti ájtatosság idejét jelöli.
- Helyenként a vacsora és az esti ima által behatárolt időszakot jelöli, amit az támaszt alá, hogy helyenként vacsorát (szláv eredetű szó az este [vecser] szóból, esti, illetve délutáni istentisztelet, zsolozsmázás) jelent.
- Papot tanít vecsernyét mondani – fontoskodik.

## Külső hivatkozások
- Vecsernye
- Vecsernye